# (12682) Kawada
(12682) Kawada est un astéroïde de la ceinture principale.

## Description
(12682) Kawada est un astéroïde de la ceinture principale. Il fut découvert le 14 novembre 1982 à Kiso par Hiroki Kosai et Kiichiro Hurukawa. Il présente une orbite caractérisée par un demi-grand axe de 2,60 UA, une excentricité de 0,27 et une inclinaison de 5,9° par rapport à l'écliptique.

## Compléments